# ヴラディミール・ツォウファル
ヴラディミール・ツォウファル（Vladimír Coufal、1992年8月22日 - ）は、チェコ出身のサッカー選手。チェコ代表。ポジションはサイドバック。プレミアリーグ・ウェストハム・ユナイテッドFC所属。

## 経歴

### クラブ
2010年にフォトバロヴァー・ナーロドニー・リガ（チェコ2部）に属するFCフルチーンでプロデビュー。
同リーグに属するSFCオパヴァへのレンタル移籍を経て、2012年にHETリガ（チェコ1部）のFCスロヴァン・リベレツへの移籍を果たす。2年目より主力の右サイドバックとして定着し、リーグ戦では102試合に出場。ポハール・チェスケー・ポシュスティ（チェコ・カップ）での優勝にも貢献した。
UEFAヨーロッパリーグでは31試合に出場し3得点1アシストを記録した。UEFAヨーロッパリーグでの初得点は2015年10月1日に行われたフランス・リーグ・アンに属するオリンピック・マルセイユ戦。
2016－17シーズン途中よりチームの主将を務めている。

### 代表
2017年11月11日、カタール代表との親善試合で代表デビュー。
2023年11月19日、試合前日に夜遊びをしたことで、ヤクブ・ブラベツ、ヤン・クフタと共に代表を追放された。

## タイトル

### クラブ
FCスロヴァン・リベレツ
- ポハール・チェスケー・ポシュスティ（チェコ・カップ） 優勝（1回）：2014-2015
- チェコ・スーパーカップ 準優勝（1回）：2015-2016

SKスラヴィア・プラハ
- フォルトゥナ・リガ 優勝（2回）：2018-19, 2019-20
- MOLカップ 優勝（1回）：2018-19
- チェコ・スーパーカップ 優勝（1回）：2019